# Somerleyton, Ashby and Herringfleet
Somerleyton, Ashby and Herringfleet is een civil parish in het bestuurlijke gebied East Suffolk, in het Engelse graafschap Suffolk. In 2001 telde het civil parish 453 inwoners.